# Девід Брерлі
Брерлі Девід (англ. David Brearley, 11 червня 1745 — 16 серпня 1790) — американський адвокат та суддя.

## Із життєпису
Народився і виріс у штаті Нью-Джерсі. Закінчив коледж у Нью-Джерсі, який пізніше став Принстонським університетом, адвокатував у Нью-Джерсі.
Заарештований британцями за державну зраду, звільнила група патріотів. Учасник війни за незалежність.
У 1779-1789 роках був головою Верховного суду штату Нью-Джерсі. На Філадельфійському конвенті обстоював інтереси малих штатів. Головував на ратифікаційному конвенті у Нью-Джерсі.
Призначений окружним федеральним суддею 1789 року. Помер наступного року в віці 45 років.